# Vourles
Vourles is een gemeente in het Franse departement Rhône (regio Auvergne-Rhône-Alpes) en telde op 1 januari 2022 3.353 inwoners.

## Geschiedenis
De gemeente maakte tot maart 2015 deel uit van het kanton Saint-Genis-Laval dat tot 1 januari 2015 onderdeel was geweest van het arrondissement Lyon. Saint-Genis-Laval zelf werd onderdeel van de Métropole de Lyon maar de overige gemeenten van het kanton werden opgenomen in een nieuw kanton Brignais, dat onderdeel werd van het arrondissement Villefranche-sur-Saône. Sinds 2017 maakt het kanton Brignais weer deel uit van het arrondissement Lyon.

## Geografie
De oppervlakte van Vourles bedroeg op 1 januari 2022 5,6 vierkante kilometer; de bevolkingsdichtheid was toen 598,8 inwoners per km².

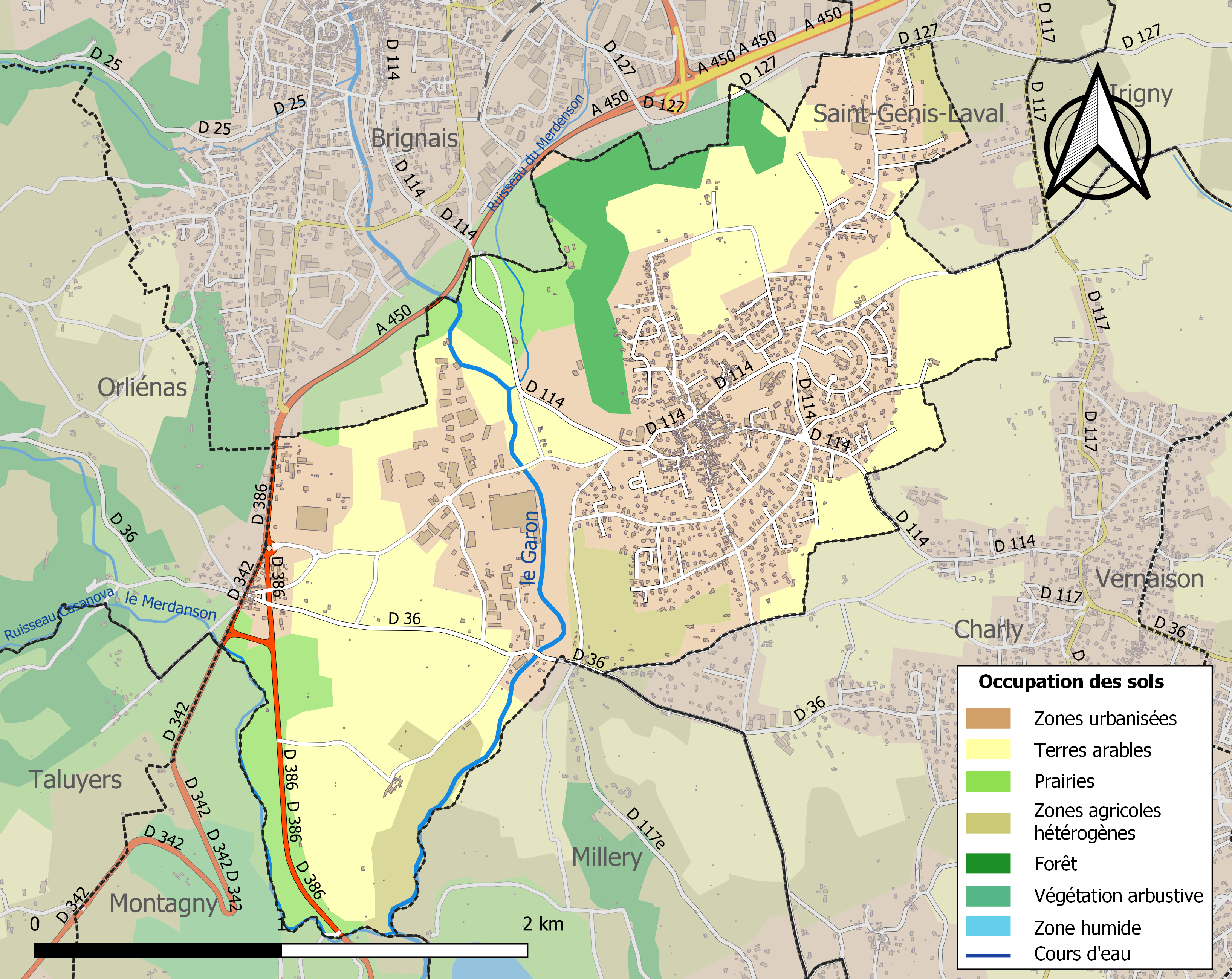
Kaart van de gemeente met de belangrijkste infrastructuur, bodemgebruik en omliggende gemeenten

## Demografie
Onderstaande figuur toont het verloop van het inwonertal (bron: INSEE-tellingen).

## Afbeeldingen

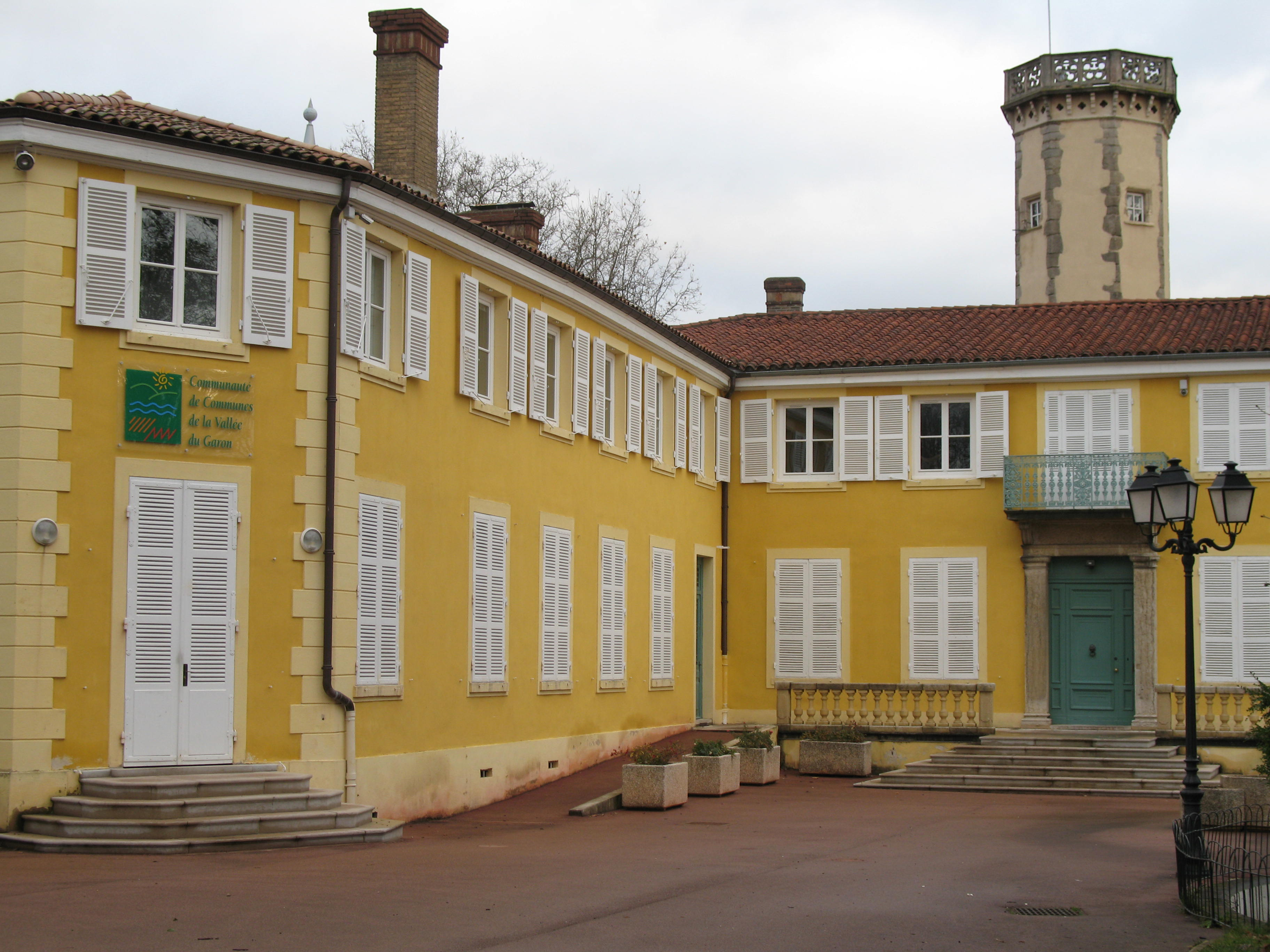
Maison Forte
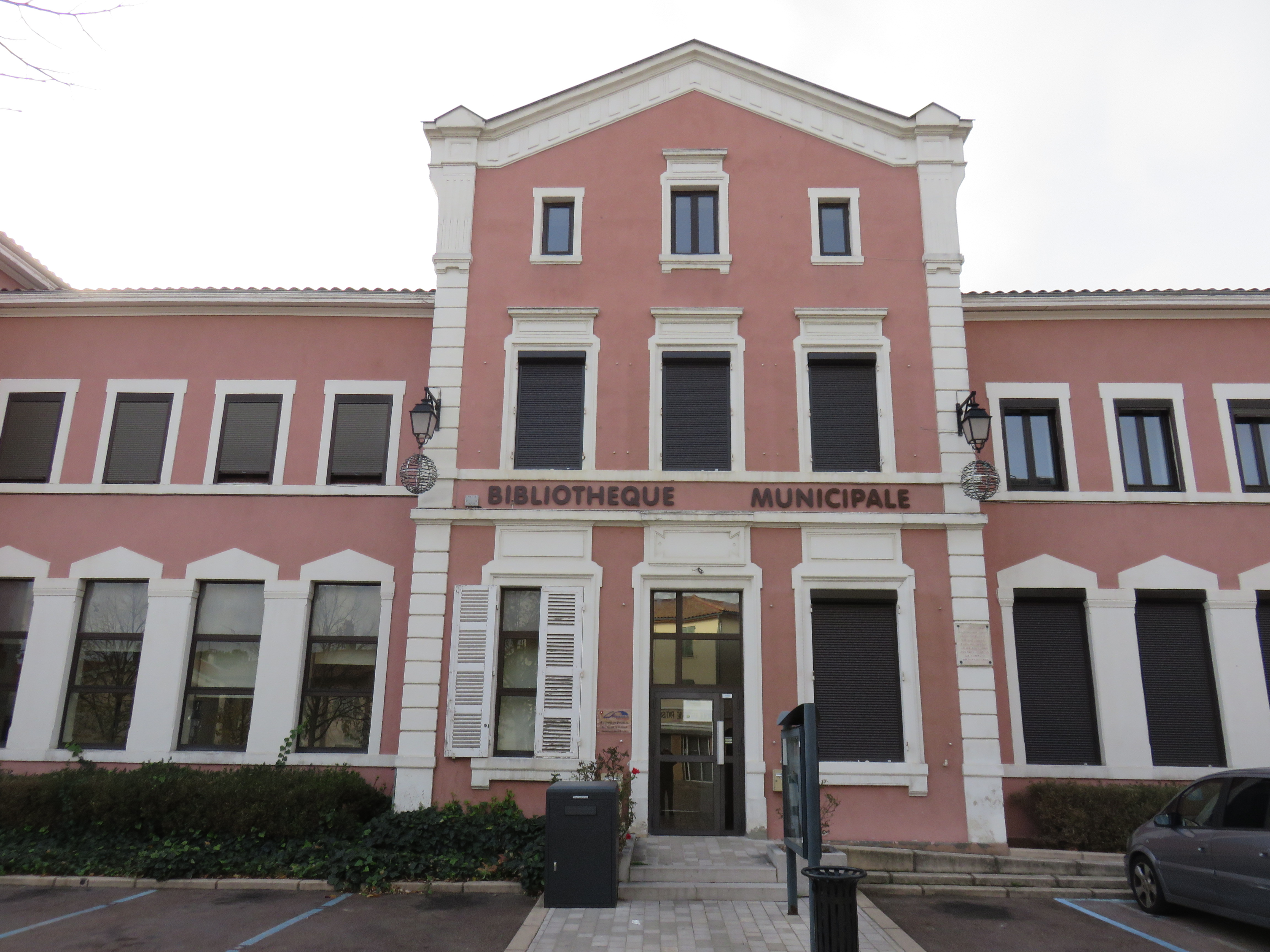
Bibliotheek
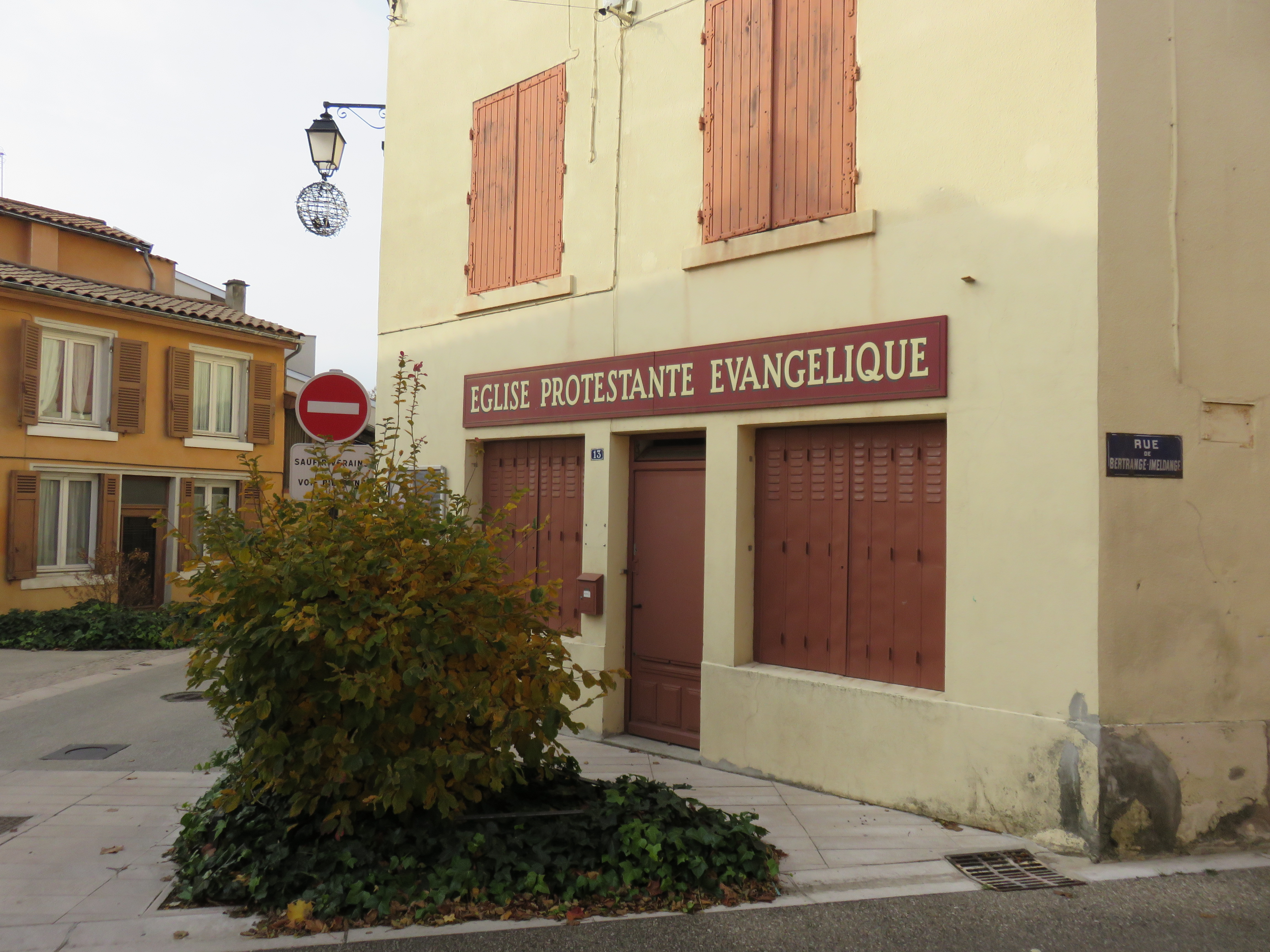
Evangelische kerk